# Humberto de La Calle
Humberto de La Calle Lombana (Manzanares, Caldas, 14 de julio de 1946), es un abogado, político, profesor, diplomático, escritor colombiano. 
Con experiencia en políticas y asuntos públicos, derecho constitucional y administrativo. Pese a haber sido una ficha clave del Partido Liberal Colombiano en el pasado, en la actualidad es independiente, también es conocido por ser senador de su país para el periodo 2022-2026.
Fue candidato a las elecciones presidenciales de 2018. Fue registrador nacional del Estado Civil (1982-1986) y magistrado de la Corte Suprema de Justicia. Fue ministro de Gobierno (1990-1993) durante el mandato de César Gaviria, donde representó al Gobierno ante la Asamblea Nacional Constituyente de 1991. En agosto de 1992, fue elegido como designado presidencial por el Congreso.
Fue vicepresidente de la República durante el gobierno de Ernesto Samper (1994 - 1996), cargo al que renunció. En 2000, fue ministro del Interior en el gobierno de Andrés Pastrana, y como embajador ante la OEA (2001 - 2002), presidió las deliberaciones que condujeron a la aprobación de la Carta Democrática Interamericana, pese a la oposición del gobierno de Venezuela. 
Tras su renuncia se alejó de la vida pública y volvió a los libros, a las clases y al periodismo, siendo panelista de La FM hasta 2012, cuando fue designado como Jefe del Equipo Negociador por parte del Gobierno de Juan Manuel Santos en el Proceso de Paz con las FARC, hasta la culminación y ratificación exitosa en el Congreso de los acuerdos firmados en La Habana en 2016.

## Biografía
Humberto de La Calle Lombana nació en Manzanares, un municipio al oriente de Caldas con gran influencia conservadora, en el seno de una familia liberal y de intelectuales notables.[cita requerida]
Las incisivas oleadas de violencia de los conservadores contra los liberales en 1947 en Manzanares, obligaron a su familia a huir del pueblo y emprender la huida, primero hacia Pereira para alojarse en casa de Camilo Mejía Duque, líder social que protegía a las víctimas de la violencia bipartidista de la época; y finalmente, se radicaron el barrio Campo Hermoso, a las afueras de Manizales.
De La Calle cursó estudios de secundaria en el Colegio Mayor de Nuestra Señora, uno de los colegios privados más importantes de Caldas, perteneciente a la Arquidiócesis de Manizales. Durante la época de bachiller, tomó la dirección del periódico Juventud en el que publicó poemas y escritos irreverentes para el ambiente académico y religioso de la institución. Estas publicaciones motivaron la ira del rector, Monseñor Santiago Marín, quien decidió expulsarlo. La orden se revocó horas después, luego de la gestión que adelantó el profesor de filosofía del colegio, Raúl Aristizábal.  
Años después y durante su adolescencia se destacó como un activista intelectual del movimiento nadaísta y gran admirador de los poetas Gonzalo Arango y Jotamario Arbeláez, líderes de esta vanguardia caracterizada por el humor negro, el erotismo, la irreverencia social y antimoralista con un lenguaje directo, voluntariamente prosaico y bastante contundente. Su temprano interés por los estudios del psicoanálisis los aprendió de los textos de Wilhelm Steckel y Sigmund Freud, en los que estudió el tránsito hacia el inconsciente y los articuló con la obra de Erich Fromm como afinidad espiritual de su futuro político. 
A los veinte años, De La Calle ingresó a la Universidad de Caldas y cursó sus estudios en Derecho obteniendo el título de abogado en 1969. Allí conoció a Rosalba Restrepo, su esposa, con quien algún tiempo después se mudó a Salamina para desempeñarse como juez municipal. Actualmente tiene tres hijos: José Miguel, Alejandra y Natalia; y seis nietos.

### Trayectoria temprana
A mediados de los años setenta, De La Calle se desempeñó en varios cargos públicos en Caldas, entre los que se cuentan su oficio como profesor y decano de la Universidad de Caldas (de la cual es egresado) y de la Universidad Nacional de Colombia (sede Manizales), Secretario General en la Gobernación de Óscar Salazar Chávez, Concejal y abogado litigante.  
En el año 1971 fundó en Manizales, junto a otros colegas suyos, el Centro de Estudios Jurídicos con el propósito de racionalizar los procesos jurídicos con los juristas más notables de Caldas. En 1974 se dedicó a ser profesor de Derecho Constitucional en varias universidades del país. 
En 1982 viajó con su familia a Bogotá tras ser elegido Registrador Nacional del Estado Civil por parte de la Corte Electoral (hoy llamada Consejo Nacional Electoral), en reemplazo de Gerardo Ayerbe Chaux que renunció ese año tras permanecer diez años al frente de la institución. Durante su cargo, De La Calle emprendió un proceso de modernización del sistema electoral, además de ser el primero en proponer el uso del tarjetón. No obstante, esta innovadora iniciativa la ahogaron rápidamente en el Congreso. 
Por un breve período, fue Magistrado de la Corte Suprema de Justicia en 1986, cuando aceptó la invitación de su presidente, Fernando Uribe Restrepo, para recomponerla, tras la trágica muerte de varios de sus magistrados en la Toma del Palacio de Justicia en noviembre de 1985 a manos del M-19. Luego, fue asesor del Presidente Virgilio Barco y consultor de la Organización de las Naciones Unidas en temas electorales.

### Proyección nacional
En mayo de 1990, se celebraron los comicios que llevaron al candidato del liberalismo César Gaviria a la presidencia, pese al terrorismo narcoparamilitar encabezado por Pablo Escobar, Gonzalo Rodríguez Gacha y Carlos Castaño, donde fueron asesinados 4 aspirantes presidenciales: Jaime Pardo Leal, Bernardo Jaramillo Ossa, Luis Carlos Galán y Carlos Pizarro. Una vez se posesionó el presidente, Humberto de La Calle aceptó ser asesor constitucional y representante del Gobierno en la Comisión redactora del proyecto nacional constituyente integrado por seis delegatarios de distintos partidos políticos. 
Una vez la Corte Constitucional disolvió el primer temario del proyecto y tras la sorpresiva renuncia del entonces Ministro de Gobierno, Julio César Sánchez, en diciembre de ese año, De La Calle fue nombrado Ministro de Gobierno, cargo desde el que ejerció la representación directa del Estado en la Asamblea Constituyente. El papel que desempeñó en la creación de la nueva Constitución Política de Colombia lo proyectó como dirigente político nacional.
En agosto de 1992, De La Calle fue elegido como Designado Presidencial por el Congreso en pleno, con la responsabilidad de reemplazar al Presidente de la República en caso de que fuera necesario. En la búsqueda de la candidatura presidencial para las elecciones presidenciales de 1994 se enfrentaron dos sectores del Partido Liberal que reconocían que requerían de la unidad para mantenerse en el poder. 
De una parte, el sector neoliberal, fiel al presidente César Gaviria y representado por De La Calle (que renunció como Ministro de Gobierno y Designado Presidencial), esperaba continuar con su política económica; por otro lado, el sector socialdemócrata que veía con recelo la acelerada apertura económica y prefería dedicarse más a la inversión social, estaba abanderado el entonces Embajador en España, Ernesto Samper. 

Para la elección del candidato, se convocó a una consulta popular en la que también participaron el Exministro Carlos Lemos Simmonds, el representante David Turbay, el Exembajador Carlos Lleras de la Fuente, el senador Rodolfo González y Gloria Gaitán, hija de Jorge Eliécer Gaitán.

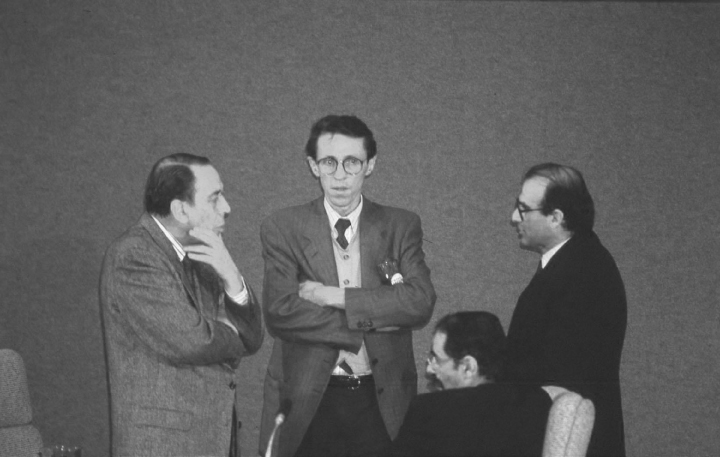
De La Calle con Álvaro Gómez Hurtado, Antonio Navarro Wolff y Horacio Serpa en la Asamblea Nacional Constituyente (1991).

En la consulta, Samper obtuvo una sólida victoria con 1,245.283 votos sobre De La Calle, quien finalizó segundo con 335.155 votos. Para conjurar la unión del partido, Samper nombró a De la Calle como su fórmula vicepresidencial y en mayo (primera vuelta) y junio (segunda vuelta) de 1994, la dupla liberal resulta ganadora derrotando al conservatismo representado por Andrés Pastrana con el movimiento Nueva Fuerza Democrática. De esta manera, De La Calle se convirtió en el primer vicepresidente de la República a partir de la Constitución de 1991, y el primero desde 1905 tras su abolición en la reforma constitucional de 1910. 
Una semana después de realizada la segunda vuelta electoral, César Gaviria recibió de Andrés Pastrana unos casetes cuando realizaba una gira en Cali, en los que el periodista Alberto Giraldo hablaba con los hermanos Miguel Rodríguez Orejuela y Gilberto Rodríguez Orejuela (jefes del Cartel de Cali) sobre los dineros para apoyar la campaña presidencial de Samper. Los audios solo se dieron a conocer a la opinión pública hasta el 20 de junio de 1995 por el fiscal general de la Nación, Alfonso Valdivieso. Dos meses después, Santiago Medina, tesorero de la campaña presidencial de Samper confesó la entrada de dineros ilícitos a la campaña.
A causa de la investigación conocida como Proceso 8000, la relación de De La Calle y Samper se deterioró poco a poco al punto de exigir la renuncia al presidente; al no tener respuesta, el 10 de septiembre de ese año, De la Calle presentó una carta al Presidente del Senado, Luis Fernando Londoño Capurro, en la que renunció al cargo vicepresidencial. Tras su salida, asumió labores diplomáticas como Embajador en España, que durarían hasta julio de 1996, cuando decide volver para colaborar a solucionar los problemas del país. 
Para algunos sectores del liberalismo, en especial el samperismo, su regreso significó una advertencia que facilitaría la renuncia del presidente. Finalmente, se agudizó la tensión entre ambos, al conocerse las declaraciones de De la Calle tras la decisión de los Estados Unidos de cancelar el visado a Samper y sobre la falta de credibilidad del fallo de la Cámara que absolvió al presidente de los cargos por ingreso de dinero del narcotráfico en su campaña. En el año 2000 mientras se desempeñó como Embajador en Reino Unido, recibió una llamada del entonces Ministro de Relaciones Exteriores, Guillermo Fernández de Soto, quien le informó sobre su nombramiento como nuevo Ministro del Interior, tras la repentina renuncia al cargo de Néstor Humberto Martínez.
Fue embajador de Colombia ante la OEA en el gobierno de Andrés Pastrana Arango y renunció al inicio del gobierno de Álvaro Uribe para dedicarse a asuntos personales.
Fue elegido senador en 2022 bajo los colores del Partido Verde Oxígeno. Fue expulsado poco después, tras un conflicto con Íngrid Betancourt.

### Procesos de paz

#### Proceso de paz de 1991
También La Asamblea Nacional Constituyente le dio un nuevo impulso y ambiente político favorable a nuevas conversaciones de paz entre el recién elegido presidente Gaviria y los grupos que conformaban la Coordinadora Guerrillera Simón Bolívar (CGSB), que integraba las FARC, el EPL, el ELN, el Partido Revolucionario de los Trabajadores y el Movimiento Armado Quintín Lame. Pese a reactivar los contactos, las hostilidades continuaron: en noviembre de 1990, la Coordinadora atacó las poblaciones de Tarazá y Cáceres en Antioquia, reacción que provocó el rechazo del Gobierno y, poco tiempo después, en diciembre del mismo año, se ejecutó la Operación Centauro contra Casa Verde, sede principal del secretariado de las FARC en La Uribe (Meta), hecho que rompió las posibilidades de paz con la CGSB.
Con el ataque al cuartel general de las FARC, ese grupo armado así como los demás que integraban la CGSB desistieron de participar en el proceso de la Asamblea Constituyente y se mantuvieron alzados en armas. Paradójicamente, por esos mismos días se afianzaron varios procesos de paz con otros grupos armados, que permitieron el 28 de diciembre de 1990 un acuerdo de paz con el Partido Revolucionario de los Trabajadores (PRT), suscrito en Ovejas (Sucre); la desmovilización del EPL, formalizada en marzo de 1991; y la entrega de armas del Quintín Lame en mayo. Sin embargo, la tensión continuó ese mes cuando una comisión política encabezada por Álvaro Leyva, apoyada por tres guerrilleros de las FARC, el ELN y el EPL, promovió una toma pacífica de la sede de la Embajada de Venezuela en Bogotá, para pedir diálogos de paz con la CGSB. Como respuesta, el gobierno rechazó esa toma y aseguró que nos estaban dadas las condiciones para iniciar un diálogo constructivo. Los tres guerrilleros le solicitaron al embajador venezolano, Fernando Gerbasi, servir como único intermediario con el gobierno. Este impase se superó con la salida de los tres guerrilleros hacia Venezuela y el acuerdo de una reunión en Cravo Norte (Arauca), que se realizó el 15 de mayo de ese mismo año.
En dicha reunión se encontraron voceros del Gobierno y de los tres grupos guerrilleros, para acordar la apertura de una mesa de negociación en Caracas a partir del 1 de junio en la sede del Instituto Internacional de Estudios Avanzados en la Universidad Simón Bolívar. En esta primera ronda, Humberto De La Calle sirvió como vocero del Gobierno y participó activamente inaugurando la primera ronda de negociaciones acompañado por el viceministro Andrés González y el consejero de paz, Jesús Antonio Bejarano. En esta primera ronda, De La Calle propuso un cese de hostilidades que contara con veeduría internacional, acatamiento a los convenios de Ginebra, y un camino claro hacia la desmovilización de los combatientes, la entrega de armas y la reinserción en la vida civil.
A su vez, la guerrilla representada en Alfonso Cano e Iván Márquez de las FARC; Lucía González y Francisco Galán del ELN y Asdrúbal Jiménez del EPL, propuso un cese al fuego bilateral, delegados en la Asamblea Constituyente, atención prioritaria al dilema de los presos políticos e investigación de varios casos de desaparición forzada atribuidos a fuerzas oscuras del Estado. La dinámica de la negociación de paz en Caracas se vio opacada por los acontecimientos en Colombia con la entrega de Pablo Escobar a la justicia para continuar delinquiendo en la cárcel de La Catedral, en Envigado, y la proclamación de la nueva Carta Política en julio de 1991, con la eliminación del estado de sitio y el nacimiento de nuevas instituciones como la Corte Constitucional o la Defensoría del Pueblo.
En el contexto de la nueva constitución, el gobierno Gaviria designó como Ministro de Defensa a su consejero Rafael Pardo, rompiendo una tradición de militares en ejercicio para ese cargo; y aceptó la renuncia del director del DAS, general Miguel Maza, seis años al frente del organismo, para reemplazarlo con un funcionario civil, Fernando Britto, quien oficiaba como secretario jurídico de la Presidencia. El 3 de octubre de ese año, cuando regresaba de una gira política por Cajibío (Cauca), el presidente del Congreso, Aurelio Iragorri Hormaza, fue blanco de un atentado de las FARC en el que murieron siete personas. El Gobierno de inmediato suspendió los diálogos en Caracas. El 26 de noviembre, la misma guerrilla emboscó una comisión judicial y causó la muerte a siete funcionarios. Cada episodio de violencia fue un pretexto para que los diálogos de paz se mantuvieran vigentes y estables. El 27 de enero de 1992, fue secuestrado en Ocaña (Norte de Santander) el exministro de Obras, Argelino Durán Quintero. El suceso desajustó la mesa de negociación y en medio del clamor por la liberación del cautivo, la guerrilla reclamó la desmilitarización de una zona del Catatumbo. Cuando se discutía el procedimiento del caso del exministro, el 4 de febrero un grupo de militares, encabezado por Hugo Chávez, intentó derrocar al presidente de Venezuela, Carlos Andrés Pérez. El propio presidente le planteó a Colombia la dificultad para continuar como anfitrión de las negociaciones.
Un mes después, De La Calle anunció la nueva sede de los diálogos: Tlaxcala (México). En la iglesia de La Trinidad, el 9 de marzo volvieron a encontrarse los delegados de gobierno y guerrilla con una novedad: el exministro Horacio Serpa llegó para reemplazar al comisionado Jesús Antonio Bejarano. De entrada, De La Calle anunció que se iban a extremar los esfuerzos por alcanzar cuanto antes un cese al fuego. No obstante, el 21 de marzo se supo que el exministro Durán  había muerto en cautiverio. El Gobierno ordenó el regreso de sus negociadores al país. Únicamente quedaron en Tlaxcala los delegados José Noé Ríos y Tomás Concha. En Colombia el asunto fue escándalo porque trascendió que a pesar de la muerte de Durán, la guerrilla siguió reclamando el despeje militar en Norte de Santander. El consejero de paz, Horacio Serpa y sus asesores solo regresaron a Tlaxcala hasta el 21 de abril pero ya no había ambiente propicio para alentar los diálogos de paz. No solo porque el Gobierno afrontaba la crisis del apagón eléctrico, el paro en Telecom y trataba de recobrar el rumbo a través de la emergencia económica, sino porque a la hora de la verdad, ni gobierno ni guerrillas cedieron en sus puntos de acuerdo. La primera semana de mayo de 1992, De La Calle y la CGSB rompieron la mesa de negociación. Una vez más se reanudó la confrontación, en julio fue decretado el estado de excepción de la Conmoción Interior, y pronto surgió el desafío de seguridad que endureció aún más la postura del Ejecutivo: la fuga de Pablo Escobar de la cárcel de La Catedral en julio de 1992. 
En adelante, el gobierno Gaviria priorizó su guerra contra Pablo Escobar y su segunda oleada narcoterrorista, hasta el 2 de diciembre de 1993 en que fue dado de baja en Medellín. En cuanto a los grupos guerrilleros, en medio de la confrontación abierta se promovieron diálogos de paz con la Corriente de Renovación Socialista (CRS), línea disidente del ELN que aceptó las condiciones del Gobierno. En septiembre de 1993, el camino de los diálogos entre el Gobierno y la CRS estuvo a punto de irse a pique por el asesinato de los negociadores de esta organización Carlos Prada y Evelio Bolaños, cuando movilizaban combatientes hacia la zona de concentración. El 9 de abril de 1994, el Gobierno y la CRS firmaron la paz en Flor del Monte (Sucre). El resto del gobierno de Gaviria se saldó en una confrontación armada, con igual réplica de la insurgencia. En especial, en Urabá, la guerra se elevó a niveles dramáticos. El 23 de enero de 1994, las FARC protagonizaron uno de los episodios más agresivos: la masacre de 35 personas en el barrio La Chinita, en Apartadó. La mayoría de las víctimas eran desmovilizados del EPL señalados de apoyar a las autodefensas. El 19 de julio de 1994, en la vía entre Villavicencio y Puerto López (Meta), fue blanco de un atentado el General Carlos Julio Gil Colorado. Esta acción perpetrada por la guerrilla, incentivó una ofensiva de las Fuerzas Armadas.

#### Proceso de paz de 2012

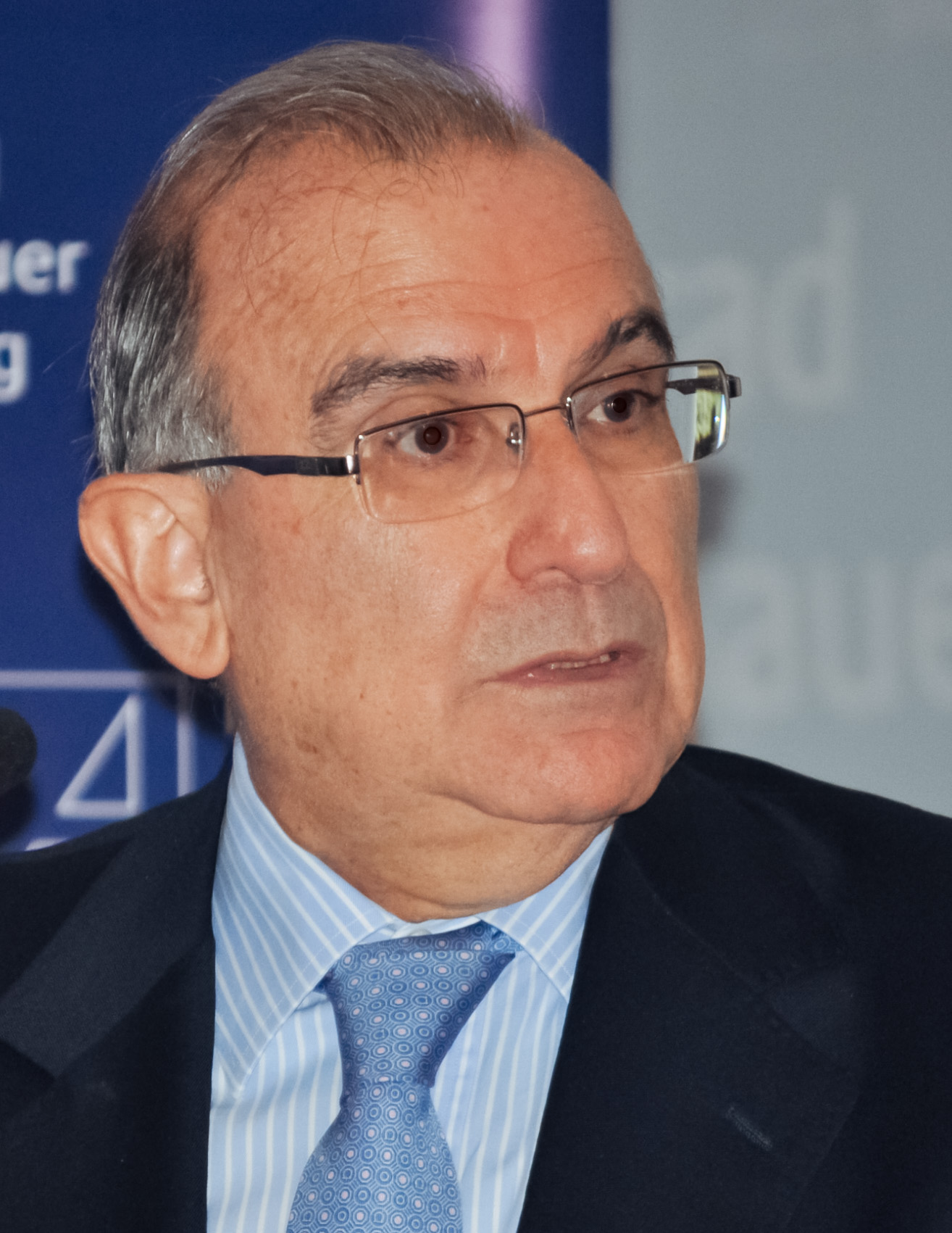
De La Calle en 2013.

En octubre de 2012, el presidente Juan Manuel Santos designó a Humberto de La Calle como Jefe del Equipo Negociador del Gobierno Nacional en los Diálogos de paz con las FARC y con él, una delegación integrada por Sergio Jaramillo Caro (como Comisionado de Paz), además de la participación en la mesa de Frank Pearl, Luis Carlos Villegas (empresario colombiano), Enrique Santos, Alejandro Éder como consejero presidencial, el General en retiro de la Policía Óscar Naranjo y el también retirado General del Ejército Jorge Enrique Mora, entre otros. 
La delegación de las FARC estuvo integrada por el comandante del Bloque Caribe Luciano Marín Arango, alias Iván Márquez como jefe negociador, "Jesús Santrich" (jefe del Bloque Caribe); "Rodrigo Granda" (que estuvo preso y cuya captura derivó en una crisis diplomática entre el gobierno de Álvaro Uribe y Hugo Chávez); "Simón Trinidad" (recluido en una cárcel de Estados Unidos); "Andrés París" (alto mando del Bloque Oriental y negociador del fallido proceso del Caguán); "Marcos Calarcá" (miembro de la Comisión Internacional de las FARC); "Pablo Catatumbo", comandante del Bloque Occidental (ingresó meses después del iniciar el proceso); Tanja Nijmeijer (insurgente holandesa); "Sargento Pascuas" y "Mauricio Jaramillo", entre otros. En el Acuerdo General se definieron los siguientes puntos de negociación:

##### Política de desarrollo agrario integral
Las FARC enfocó su propuesta agraria en la creación de lo que estas llaman «territorios campesinos», que serían territorios de propiedad de la colectividad y manejados por los personajes que la comunidad eligiera para tal fin. Estos territorios estarían conformados por las actuales Zonas de Reserva Campesina con una extensión de ocho millones de hectáreas y por lo que las FARC denominan «Zonas de producción campesina de alimentos» con seis millones de hectáreas. Aún no se ha especificado si se les facilitarán los trámites a los exintegrantes de las FARC para constituir estos territorios o si accederán a territorios campesinos ya constituidos. Todo esto requerirá una reforma que permita que estos territorios campesinos se puedan constituir en lo que antes eran zonas de reserva forestal y latifundios improductivos.

#### Participación política
Las FARC han pactado unas zonas afectadas por el conflicto donde:
"El Gobierno Nacional se compromete a crear en estas zonas un total de dieciseis Circunscripciones Transitorias Especiales de Paz para la elección de un total de X Representantes a la Cámara de Representantes, de manera temporal y por dos períodos electorales". 
A su vez se señaló un aumento del presupuesto de los partidos políticos y una especial atención a los partidos que surjan de los Diálogos de Paz como el partido de las FARC, tanto para su acceso en medios como para la difusión de sus programas. Las FARC, junto al Gobierno Nacional participarán en las medidas de protección de candidatos políticos, tanto los opositores al Proceso de Paz como de sus sostenedores; además, se ha señalado que se implementará el voto electrónico y se expedirán cédulas por todo el país, para aumentar el caudal electoral. Las FARC y sus líderes no tendrían ningún impedimento para participar en política.

##### Fin del conflicto

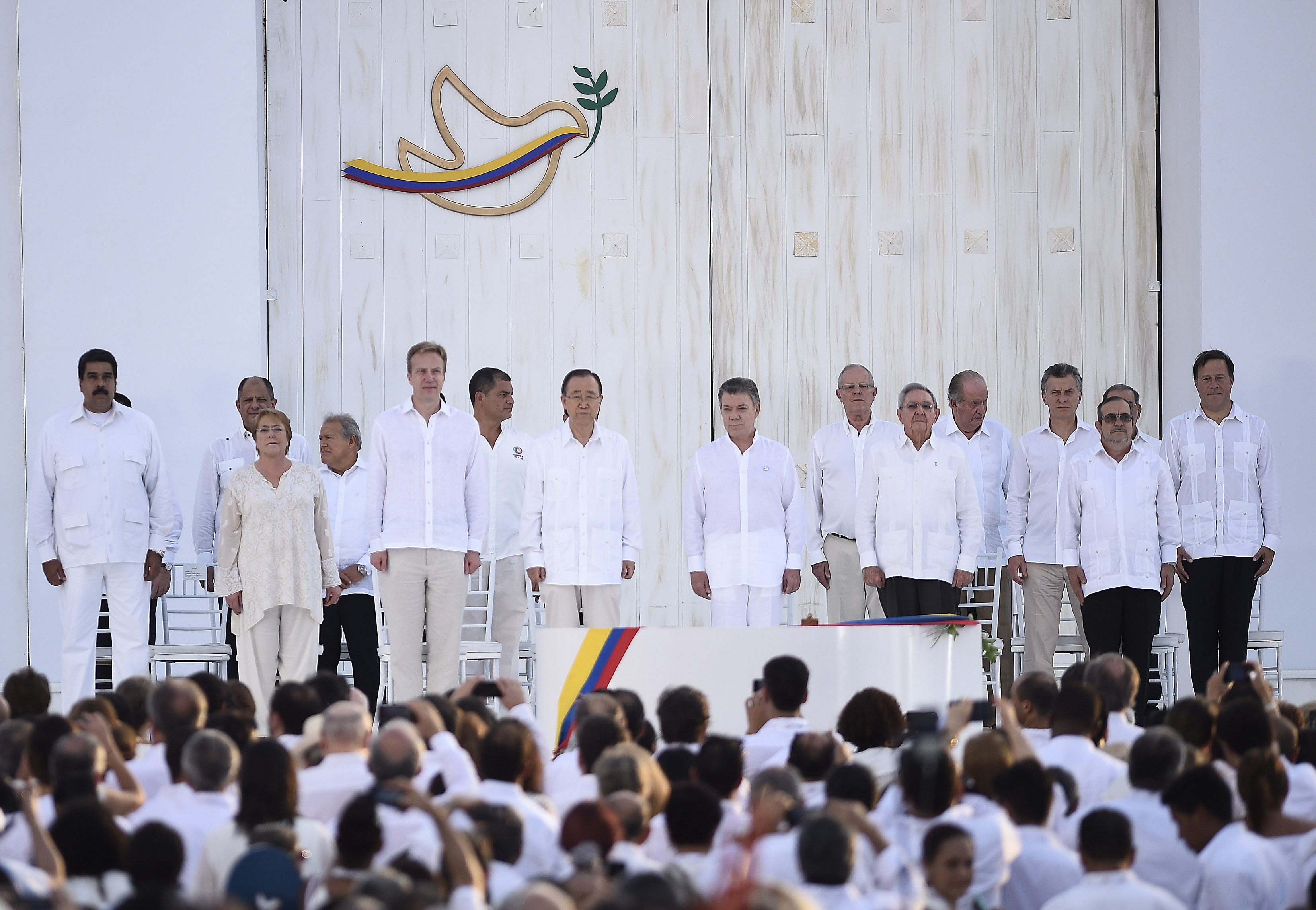
Firma de los acuerdos de Paz, 2016.

La dejación de las armas por parte de las FARC para su reintegro a la vida civil por efectos del Marco Legal para la Paz, es el proyecto que define la suspensión de proceso judiciales a subversivos. No obstante, la discusión de este punto podría verse dificultada por causa del Estatuto de Roma (suscrito por Colombia) que prohíbe que condenados por delitos de lesa humanidad tengan vida jurídica.
El gobierno y las FARC acordaron este punto el 23 de junio de 2016, donde se proclamó el cese bilateral de las hostilidades en ambos bandos, además del desarme total de la organización subversiva en zonas especiales donde se concentraran los guerrilleros sin presencia de la Fuerza Pública (23 veredas del país que serán llamadas “Zonas Generales Transitorias Veredales de Normalización” y ocho campamentos donde realizó la entrega del armamento), cuya verificación estuvo a cargo de la ONU, organismo al cual las FARC entregaron sus armas para que dispongan de ellas a su conveniencia. El desarme se realizó el 26 de septiembre del mismo año. Sin embargo, solo pudo declararse como finalizado el día 27 de junio de 2017, fecha en la cual las FARC entregaron el último porcentaje de un total de 7.132 armas.

##### Solución al problema de las drogas ilícitas
El cultivo, la producción y tráfico de drogas ilícitas, ha influido en el conflicto armado y la financiación de guerrillas y paramilitares desde hace tres décadas. Las FARC, plantearon priorizar la erradicación manual como principal método de erradicación de drogas en concertación con los cultivadores y productores de drogas ilícitas, se acordó que los cultivos de las plantas que correspondan a usos ancestrales no se pueden erradicar.

##### Víctimas
Uno de los puntos a discutir fue determinar quiénes son víctimas del conflicto armado (según reiterados comunicados de las FARC, ellos también son víctimas y el Estado ha sido un victimario). Las FARC señalaron que el reconocimiento de las víctimas será por colectivos y que habrá un reconocimiento de la calidad de víctimas colectivas al Movimiento Gaitanista, a la Unión Nacional de Oposición, al Frente Democrático, al Partido Comunista Colombiano, a la Unión Patriótica, al Movimiento A Luchar y al Frente Popular, entre otras organizaciones. La Unión Patriótica, por haber sido objeto de un genocidio político, será objeto de un reconocimiento especial. A su vez se considerarán víctimas campesinas, indígenas y sindicales.
Las FARC propusieron la conformación de una comisión de la verdad, que se encargue de lo anterior, comisión también prevista en la Ley del Marco Jurídico de la Paz. En el desarrollo de la discusión del punto Víctimas, las delegaciones de la Mesa recibieron 60 delegaciones de víctimas del conflicto que compartieron con las partes sus visiones sobre el fin del conflicto y los ítems en discusión. El acuerdo parcial de este punto fue signado en La Habana el 15 de diciembre de 2015 y contempla la puesta en marcha -tras la firma del Acuerdo Final- de una Comisión para el Esclarecimiento de la Verdad, la Convivencia y la No Repetición, una Jurisdicción Especial para la Paz y de medidas concretas de reparación y no repetición.

##### Mecanismos de refrendación de los acuerdos
Pese a que las FARC insistieron en que el método de refrendación de los Acuerdos fueran una Asamblea Constituyente que tuvieran 141 integrantes elegidos y surgidos de cuotas de participación asignadas por su parte, el gobierno insistió en un Plebiscito que avalara los acuerdos, el cual fue aprobado por el Congreso a finales de 2015, mediante un proyecto de ley que pasó a revisión en la Corte Constitucional y quedó avalado a mediados de 2016, dando un lapso de treinta días para realizar la consulta popular después del acuerdo final que se firmará en el 26 de septiembre en Cartagena de Indias. El gobierno y las FARC acordaron el 23 de junio de 2016 la refrendación a través del plebiscito celebrado el 2 de octubre donde el «No» tuvo la victoria con 6.431.372 votos frente a 6.377.464 votos del «Sí». 
La guerrilla de las FARC a través de su comandante en jefe Timochenko se expresó en contra del resultado de voto popular en contra de los acuerdos firmados entre la guerrilla y el Gobierno, lo consideró una victoria política de guerreristas, que no afectaba en nada la aplicación de lo acordado y expresó que lo firmado por el presidente Santos se encuentra vigente al ser suscritos con anterioridad del Plebiscito y depositado como Acuerdo especial en el marco de los Convenios de Ginebra. Algunos partidos se deslindaron de las posiciones de Timochenko al considerar la vigencia del «No» en el Plebiscito ajustándose a la Ley Estatutaria y al Acto Legislativo 01 de 2016.
El Gobierno consideró que independientemente de lo decidido por el pueblo, iba a continuar con el proceso. De La Calle ofreció renunciar a su cargo como Jefe del Equipo Negociador del Gobierno al día siguiente, pero su renuncia no fue aceptada y lideró la nueva ronda de negociaciones que buscó ajustar el Acuerdo de Paz, concluyendo la renegociación y modificación de los acuerdos el 12 de noviembre, mes y medio después del Plebiscito, tomando en cuenta los argumentos y objeciones de los promotores del «No», siendo aprobado el acuerdo modificado, tanto en el Senado como en la Cámara de Representantes el 30 de noviembre, culminando de esta manera su labor como Jefe Negociador. El 5 de octubre, en Bogotá, decenas de estudiantes salieron a las calles a protestar en contra del resultado obtenido en el Plebiscito.

## Familia
Humberto es el menor de los dos hijos (llamados Mario y Humberto) de Honorio De la Calle Gómez y de Gregoria Lombana Villegas.
Su padre era trabajador en la Central Hidroeléctrica de Caldas y su madre Georgina Lombana, era educadora de profesión; y era hermano del educador y político Hernando de La Calle, rector del Instituto Universitario de Manizales y alcalde encargado de Bogotá. Por su parte su madre es hermana del pensador y educador Flaminio Lombana, primer rector de la Universidad de Caldas. y adpeto a los ideales del general Rafael Uribe Uribe.

## Publicaciones

### Libros
- La Acción Cambiaria, Editorial Dike
- La inoperancia del negocio jurídico, Editorial Temis
- Anatomía del Cambio -De los sesenta al siglo 21-, Editorial Planeta
- En defensa de la Descentralización
- Código Electoral Comentado, Editorial Legis
- Intervenciones en la Asamblea Constituyente de 1991 como Ministerio de Gobierno
- Carta Democrática Interamericana –Documentos e Interpretaciones- OEA (Editor y autor del capítulo sobre Colombia).
- Contra todas las apuestas: historia íntima de la Constituyente de 1991,2004, Bogotá D.C.; Planeta
- Revelaciones al final de una guerra. Testimonio del jefe negociador del gobierno en La Habana, 2019, Bogotá D.C.; Debate
- Memorias dispersas, 2021, Debate
- La inverosímil muerte de Hércules Pretorius, novela, 2023, Planeta

### En revistas
- «La inexistencia (en el campo jurídico)», en: Revista de Derecho Comercial
- «Contrato de Seguros y Desvalorización Monetaria», en: Derecho Colombiano
- «Buena fe y buena fe exenta de culpa en materia cambiaria», en: Derecho Colombiano, segundo semestre de 1983
- «Títulos Valores», en: Revista de la Cámara de Comercio de Manizales
- «La Constitución y el manejo del Orden Público», en: Revista de la Universidad de los Andes
- «The Nature of Public, Private and Mixed Financing», en: In Financing Democracies in Latin America, Centro Carter, marzo de 2003
- «Transparency and accountability in Colombia», en: In Public Sector Transparency and Accountability, OECD, OEA, 2002
- «Los Partidos Políticos en América Latina», en: Dinero y Contienda Política-electoral, IFE, México, 2001
- «Financiación de los Partidos Políticos y las Campañas Electorales en Colombia», en: La financiación de la política en Iberoamérica, IIDH, CAPEL